# Achalinus hunanensis
Achalinus hunanensis — вид неотруйних змій родини ксенодермових (Xenodermatidae). Описаний у 2023 році.

## Назва
Видова назва hunanensis вказує на поширення у провінції Хунань.

## Поширення
Ендемік Китаю. Поширений на заході та центрі провінції Хунань. Голотип був знайдений біля гірського потоку з чагарниками під субтропічним вічнозеленим широколистяним лісом у селі Хуан'ян (повіт Хечен, округ Хуайхуа), а паратип був виявлений у селі Вазічжаї (повіт Нінсян, Чанша).

## Відкриття
A. hunanensis відомий за двома зразками, зібраними під час польових робіт у Хунані. Голотип, який зібраний на початку травня 2013 року, спочатку вважався Achalinus ater. Морфологічний і молекулярний аналізи показали, що ці два зразки відрізнялися від інших відомих видів Achalinus, і тому вони були описані в 2023 році як новий вид.
Молекулярний аналіз показує, що найближчим живим родичем Achalinus hunanensis є Achalinus ningshanensis, хоча ці дві групи вже демонструють генетичну диференціацію. Ареали двох видів не перетинаються і розділені Трьома ущелинами річки Янцзи. За оцінками, два види розійшлися приблизно через 0,48 млн років тому, що в цілому збігається з утворенням Трьох ущелин (0,30 ~ 0,12 млн років тому), що свідчить про те, що ущелини спричинили алопатричний вид цих змій.

## Опис
Змія завдовжки 329 мм, з SVL 255 мм. Має тонке циліндричне тіло з 23 рядами ланцетної спинної луски з сильним кілем. Голова трохи відрізняється від шиї, з маленькими очима та 23 маленькими вигнутими верхньощелепними зубами однакового розміру. Спинна поверхня темного, злегка металевого кольору у живих особин, з жовтуватою плямою на потилиці голови. Збережені екземпляри переважно коричневого кольору.